# Meridià
|  | Per a altres significats, vegeu «Gladiador meridià». |

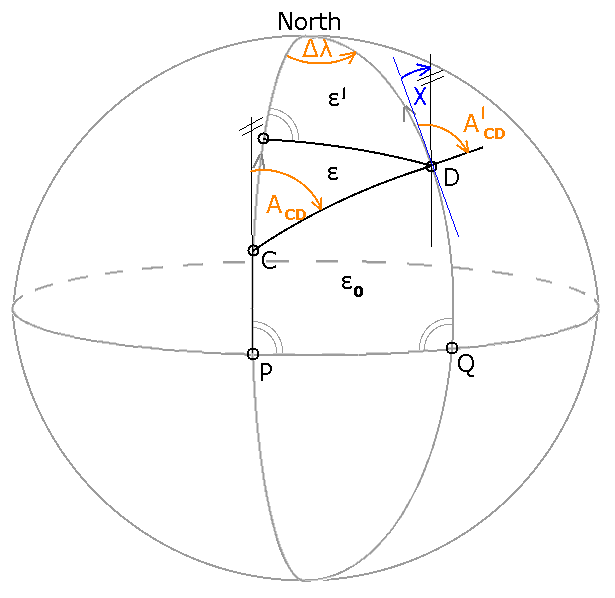
Convergència de dos meridians.

Un meridià (o línia de longitud) és una línia imaginària que fa mitja volta a la Terra, de Pol Nord a Pol Sud. Serveix per mesurar la longitud com a part del sistema de coordenades geogràfiques. Un d'aquests meridians es pren de referència: és el meridià de Greenwich, primer meridià o meridià 0°, i determina l'origen de les longituds, és a dir, el punt 0. La longitud es mesura en graus (°), minuts (′) i segons (″) cap a l'est (hemisferi oriental) o l'oest (hemisferi occidental) del meridià de Greenwich, i pot anar des del 0° als 180° E (est), o des del 0° als 180° O (oest).
Els meridians defineixen línies d'igual longitud, amb una mateixa distància angular que un meridià de referència, com ara el meridià de Greenwich. Els meridians no són, doncs, cercles màxims, sinó la meitat d'un cercle màxim: semicercles. La longitud de tot meridià és doncs la meitat de la circumferència d'un cercle màxim: 20.003,93 km. Els meridians i l'equador es tallen sempre en angles rectes. La posició d'un punt al llarg del meridià determina la latitud geogràfica, mesurada en graus cap al nord o cap al sud de l'equador.
La intersecció del meridià i l'horitzó determina una línia sobre el pla horitzontal anomenada meridiana; la seua intersecció amb l'esfera celeste determina els punts cardinals nord i sud. La seva perpendicular talla l'esfera celeste en els punts cardinals est i oest.

## Etimologia
El terme meridià prové del llatí meridies, que significa "migdia"; el punt subsolar passa per un meridià donat al migdia solar, a mig camí entre els moments de la sortida i la posta del sol en aquest meridià. Així mateix, el Sol travessa el meridià celeste al mateix temps. La mateixa deriva llatina dona lloc als termes am (ante meridiem) i pm (post meridiem) utilitzats per desambiguar les hores del dia quan s'utilitza el rellotge de 12 hores.

## Conferència Internacional Meridià

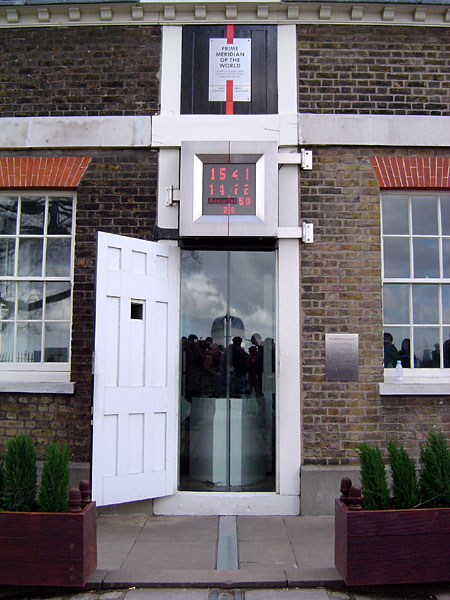
El primer meridià astronòmic a Greenwich, Anglaterra. El primer meridià geodèsic està a 102,478 metres a l'est d'aquest punt des de l'adopció del WGS84.

A causa d'una economia internacional en creixement, hi havia una demanda d'un meridià primer internacional fixat per facilitar els viatges per tot el món que, al seu torn, milloraria el comerç internacional entre països. Com a resultat, es va celebrar una Conferència el 1884, a Washington, DC. Vint-i-sis països van estar presents a la Conferència Internacional del Meridià per votar un meridià internacional. En última instància, el resultat va ser el següent: només hi hauria un meridià principal, el meridià principal havia de creuar i passar a Greenwich (que era el 0°), hi hauria dues direccions de longitud fins a 180° (est sent més i oest menys), hi haurà un dia universal, i el dia comença a la mitjanit mitjana del meridià inicial.
| « | Hi havia dues raons principals per a això. La primera va ser que els EUA ja havien escollit Greenwich com a base del seu propi sistema de fus horari nacional. La segona va ser que a finals del segle XIX, el 72% del comerç mundial depenia de les cartes marines que utilitzaven Greenwich com a primer meridià. La recomanació es basava en l'argument que anomenar Greenwich com a Longitud 0º seria un avantatge per al major nombre de persones. | » |

## Meridià magnètic
El meridià magnètic és una línia imaginària d'igual longitud que connecta els pols magnètic sud i nord de la Terra. El meridià es pot usar en relació horitzontal de les línies de força magnètica al llarg de la superfície de la terra. Per tant, l'agulla d'una brúixola serà paral·lela al meridià magnètic, mentre que la longitud d'est a oest és totalment geodèsica.
L'angle entre el meridià magnètic i el vertader (geodèsic) és la declinació magnètica, que és rellevant a l'hora d'orientar i navegar amb una brúixola. Els navegants van ser capaços d'utilitzar l'azimut (l'angle horitzontal o la direcció de la brúixola) del Sol naixent i ponent per mesurar la variació magnètica (diferència entre el nord magnètic i el vertader).

## Meridià vertader
El meridià és l'arc que va d'un pol a l'altre, passant per l'observador, i que es contrasta amb el meridià magnètic, El meridià vertader es pot trobar mitjançant observacions astronòmiques acurades, i el meridià magnètic és simplement el paral·lel a l'agulla de la brúixola. La diferència entre el meridià vertader i el magnètic s’anomena declinació magnètica, que és important per al calibratge correcte dels rumbs marcats per les brúixoles.
Henry D. Thoreau va diferenciar el meridià vertader del meridià magnètic. Va observar que la brúixola variava uns quants graus quan va observar la línia de visió del veritable meridià des de casa seva. Així va poder comprovar la declinació de la brúixola abans i després de fer el reconeixement.

## Pas del meridià
El pas del meridià és el moment en què un objecte celeste passa el meridià (longitud) on se situa l'observador. En aquest punt, l'objecte celeste es troba en el seu punt més alt. Quan el sol passa per dos punts mentre es lleva, es pot calcular una mitjana per trobar el temps de pas del meridià. Els navegants van utilitzar la declinació del sol i l'altitud del sol al pas del meridià local, per tal de conèixer la seva latitud amb la fórmula: Latitud = (90° - altitud del migdia) + declinació
La declinació de les estrelles són els seus angles al nord i al sud de l'equador celeste. És important tenir en compte que el pas del meridià no es produirà exactament a les 12 hores a causa de la inclinació de la terra. El pas del meridià es pot produir al cap de pocs minuts per motiu d'aquesta variació. El cercle meridià és l'instrument que permet determinar amb precisió el moment del pas dels astres per un meridià local.

## Història

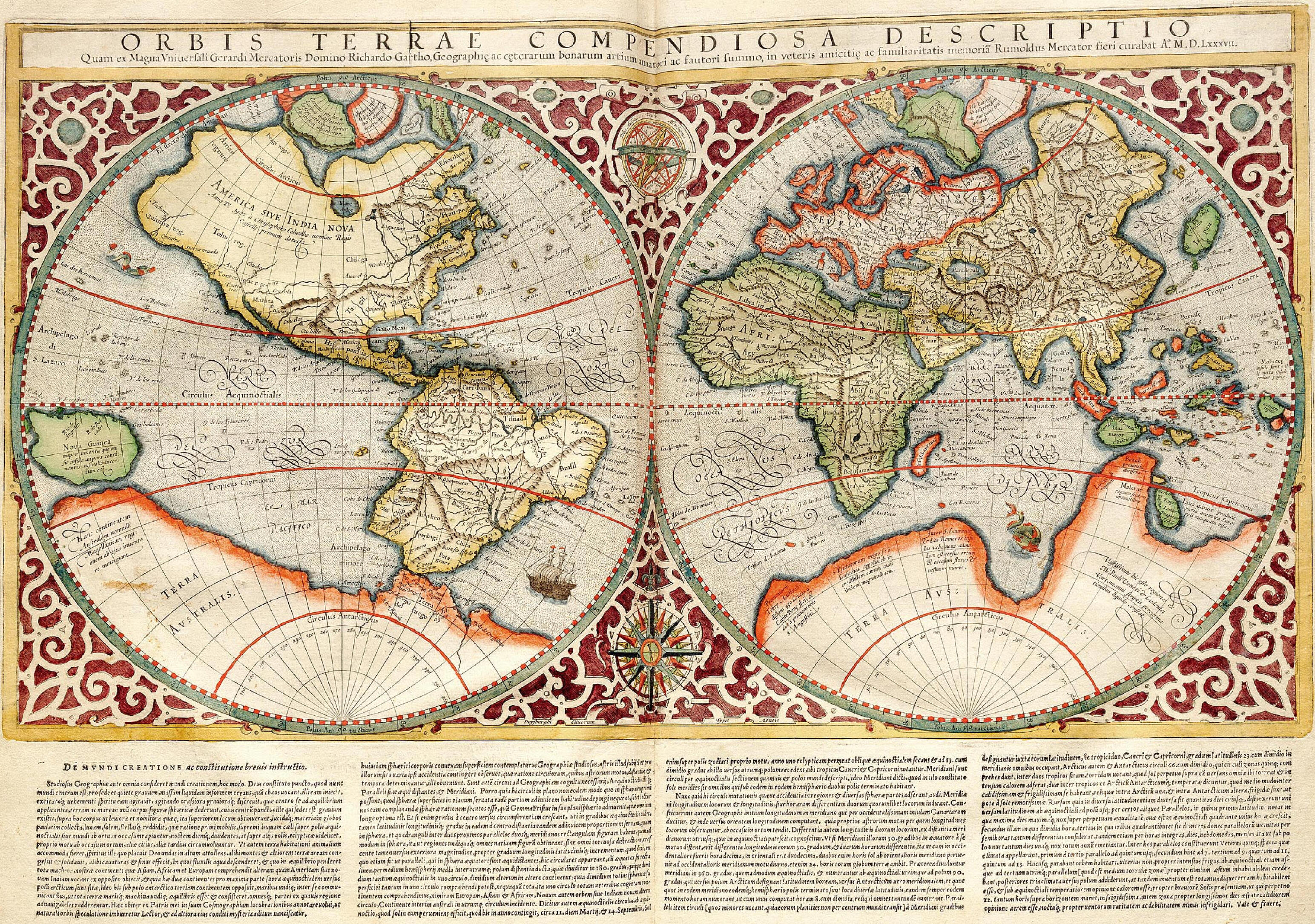
L'Atlas Cosmogràfic de Gerard Mercator (1595) fa servir un meridià proper a 25º O com a meridià zero (proper a l'illa de Santa Maria a les Açores).

Es considera que Eratòstenes es va basar en la suposició que Alexandria i Siene es torbaven sobre el mateix meridià per fer la primera estimació del diàmetre de la Terra, però en realitat es troben a una distància de 3° de longitud l'un de l'altre. És important recordar la dificultat de mesurar amb exactitud la longitud geogràfica abans de la invenció del cronòmetre al segle xviii per John Harrison.
Al llarg de la història, les principals nacions amb interessos marítims han definit diferents meridians com a meridià zero; entre els més coneguts cal esmentar: el meridià de París a 2° 20′ 14″E, o els meridians de diferents illes Atlàntiques (São Miguel a 25° 30′ O, a les Açores; Fuerteventura a 14° O o el Hierro a 18° O, a les Canàries).
El terme meridià deriva del llatí "meridies", fent referència al migdia. Efectivament, és al migdia local quan el Sol es troba exactament al damunt del meridià, dividint les hores del dia en dues parts iguals.
Es va acceptar internacionalment el meridià de Greenwich com a meridià zero a la Conferència Internacional del Meridià, que va tenir lloc el 1884 a Washington DC (Estats Units).

## Geografia
Cap a finals del segle XII hi havia dos llocs principals que es reconeixien com la ubicació geogràfica del meridià, França i Gran Bretanya. Aquestes dues localitzacions entraven sovint en conflicte i només es va arribar a un acord després de la celebració d'una Conferència Internacional del Meridià, en què es va reconèixer a Greenwich com la localització del 0°.
El meridià que passa per Greenwich (dins del Greenwich Park), a Anglaterra, anomenat meridià principal, es va fixar en zero graus de longitud, mentre que els altres meridians es van definir per l'angle al centre de la terra entre el lloc on aquest i el meridià principal creuen l'equador. Com hi ha 360 graus en un cercle, el meridià a la banda oposada de la terra del de Greenwich, l'antimeridià, forma l'altra meitat d'un cercle amb què passa per Greenwich, i està a 180° de longitud prop de la Línia internacional de canvi de data (amb desviacions de masses de terra i illes per raons de límits). Els meridians des de l'oest de Greenwich (0°) fins a l'antimeridià (180°) defineixen l'hemisferi occidental i els meridians des de l'est de Greenwich (0°) fins a l'antimeridià (180°) defineixen l'hemisferi oriental. La majoria dels mapes mostren les línies de longitud.
La posició del meridià zero ha canviat diverses vegades al llarg de la història, principalment a causa de la construcció de l'observatori de trànsit al costat de l'anterior (per mantenir el servei a la navegació). Aquests canvis no van tenir un efecte pràctic significatiu. Històricament, la mitjana d'error en la determinació de la longitud era molt més gran que el canvi de posició. L'adopció del Sistema Geodèsic Mundial 84 "(WGS84) com a sistema de posicionament ha desplaçat el primer meridià geodèsic 102,478 metres a l'est de la seva última posició astronòmica (mesura Greenwich). La posició del primer meridià geodèsic actual no està identificat en absolut per cap mena de senyal o marca (com ho estava l'antiga posició astronòmica) a Greenwich, però pot localitzar-se mitjançant un receptor GPS.

## Curiositats

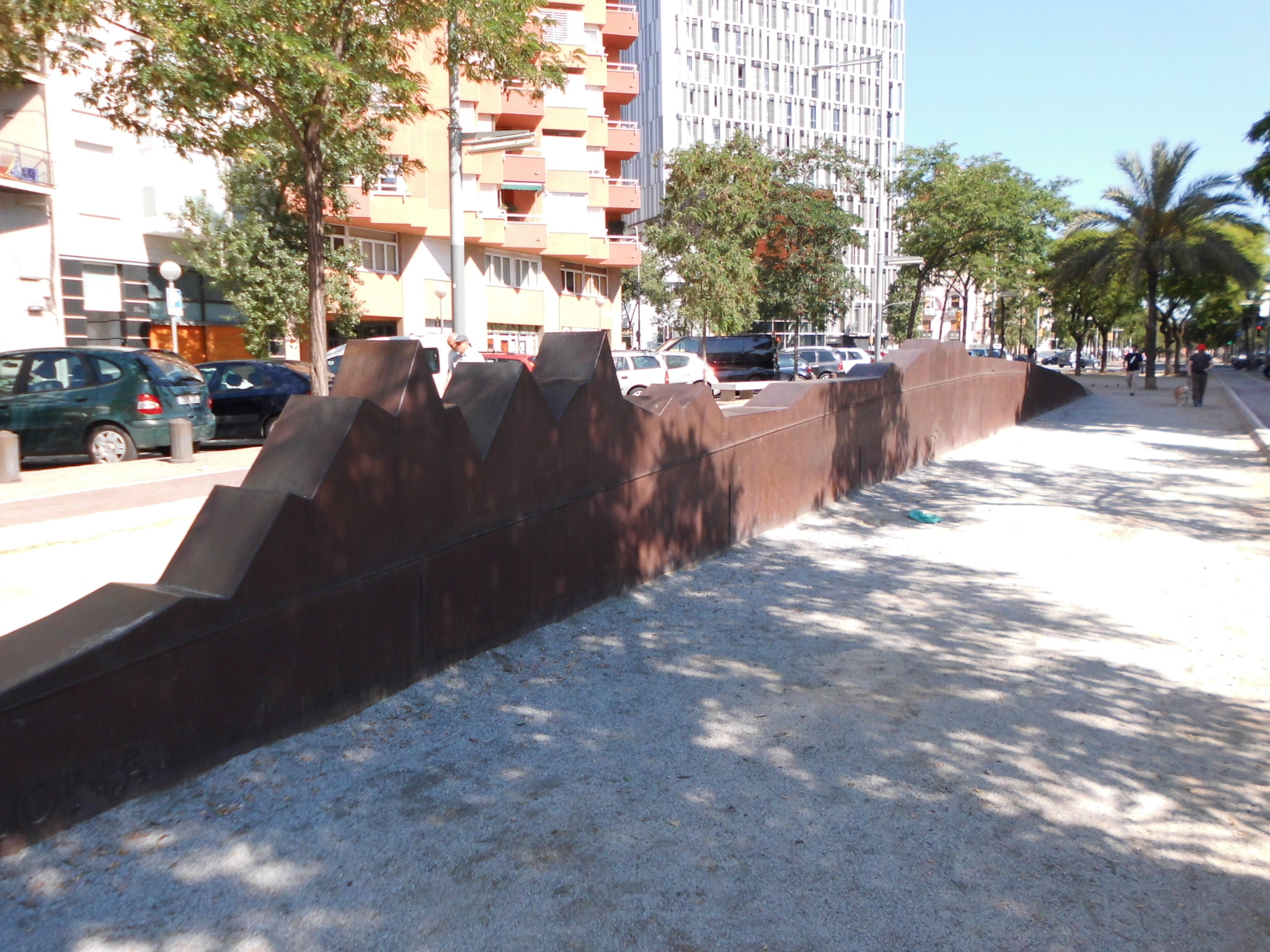
Meridià, de François Scali i Alain Domingo (1992)

El traçat de l'avinguda Meridiana de Barcelona coincideix amb un meridià terrestre (2° 10′ 20″) i és perpendicular a l'avinguda del Paral·lel, que coincideix al seu torn amb el paral·lel terrestre 41° 22′ 34″ nord. Aquest meridià uneix, aproximadament, les ciutats de Dunkerque i París amb la capital catalana, i l'escultura Meridià en reprodueix el perfil.